# Gare d’Orsay

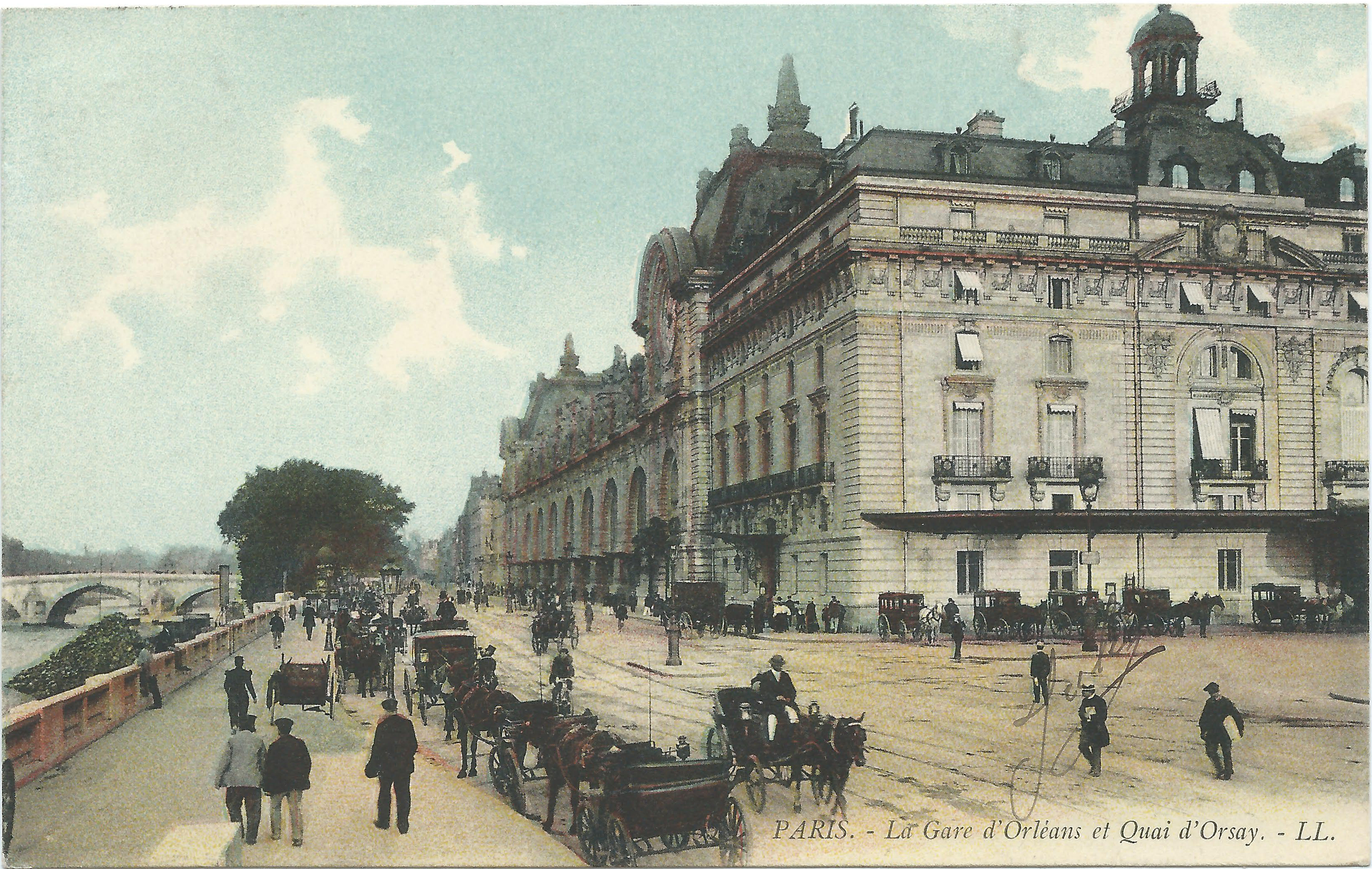
Empfangsgebäude der Gare d’Orsay, damals Gare d’Orléans – links die Seine mit der Straßenbrücke Pont Royal (vor 1910)

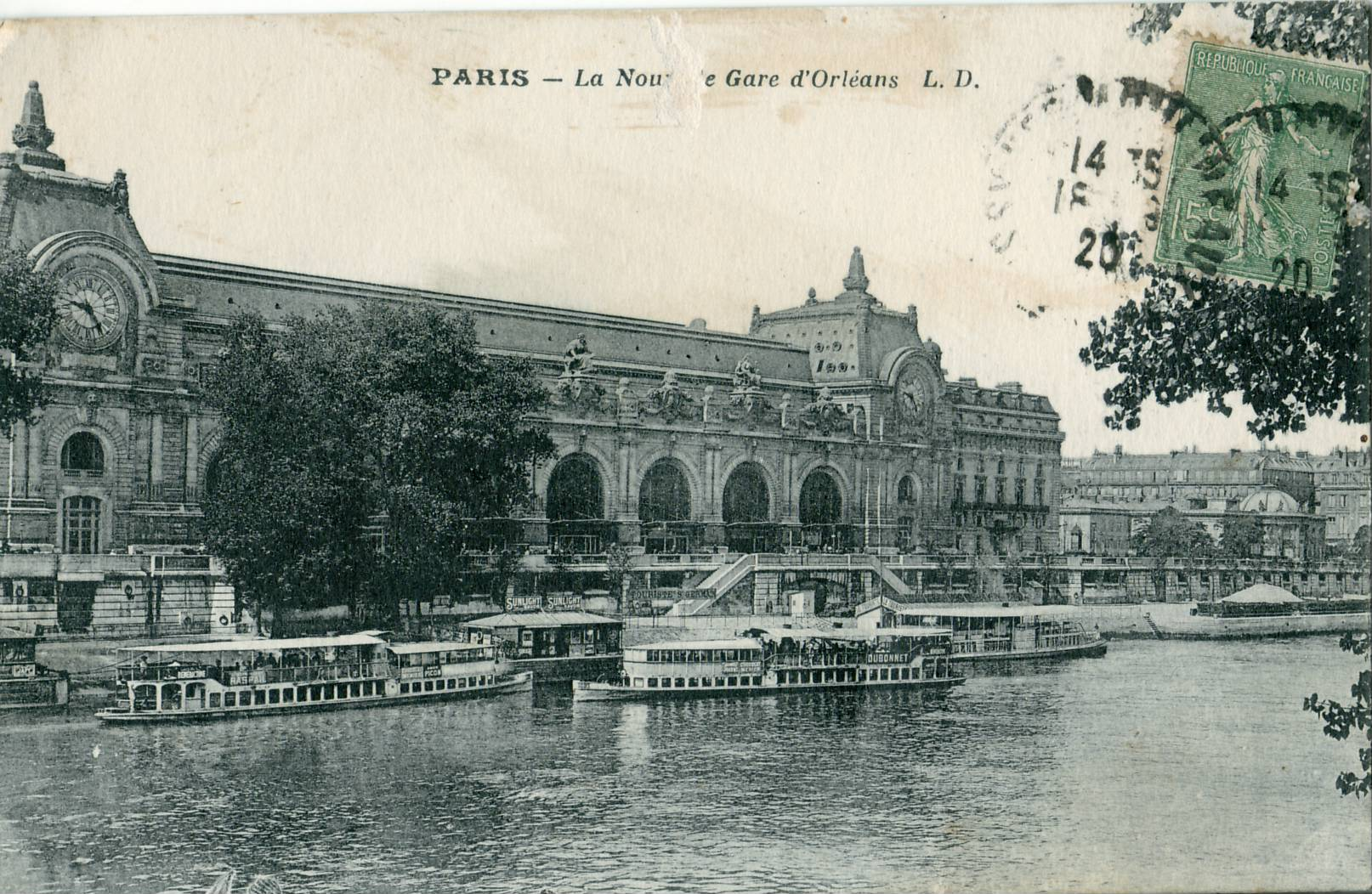
Blick über die Seine auf den Bahnhof (vor 1921)

Die Gare d’Orsay [ɡaʁ dɔʁsɛ] (zunächst: Gare d’Orléans) war ein Kopfbahnhof im 7. Arrondissement von Paris. Der ehemalige Fernbahnhof ist aktuell nur noch eine Station (Musée d’Orsay) des Liniennetzes C des Réseau express régional d’Île-de-France (RER), im einstigen Empfangsgebäude ist seit 1986 das Kunstmuseum Musée d’Orsay untergebracht.

## Vorgeschichte
Im Jahr 1840 wurde auf Grund der Eröffnung der Strecke Paris–Corbeil ein erster Bahnhof an der Stelle des heutigen Bahnhofs Paris-Austerlitz errichtet. Die Strecke wurde 1843 bis Orléans verlängert, weshalb der Bahnhof zunächst den Namen Gare d’Orléans trug. Da er ungünstig weit im Südosten der Stadt lag, plante die Compagnie du Chemin de fer de Paris à Orléans (PO) den Bau eines näher am Zentrum gelegenen Bahnhofs. 1897 erhielt sie die Genehmigung, an der Stelle der Ruine des ausgebrannten Palais d’Orsay einen Kopfbahnhof zu errichten, am 2. April jenes Jahres überließ ihr der Staat für 10,5 Millionen Franc das Grundstück.

## Geschichte und Beschreibung

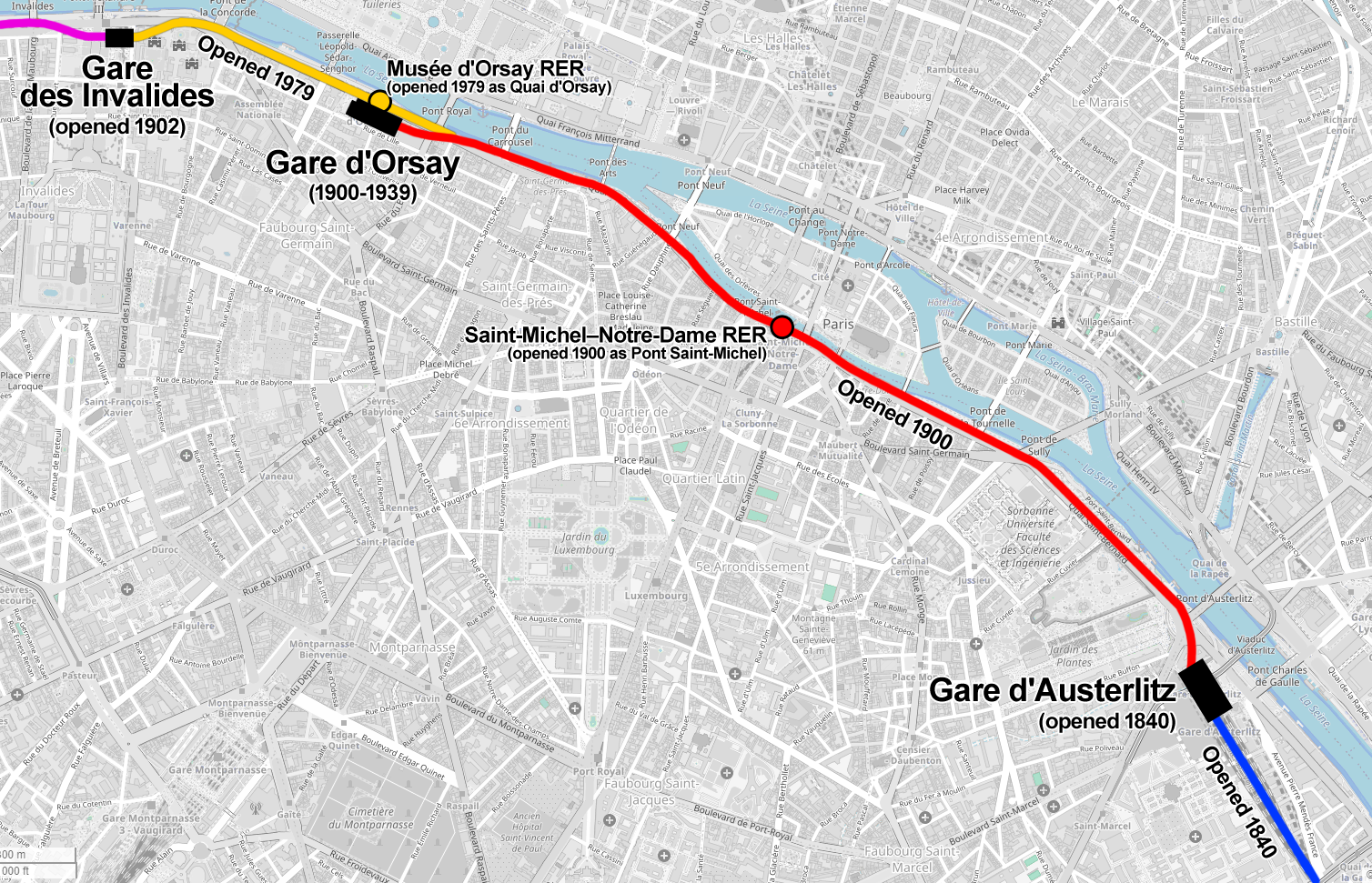
Strecke zwischen den Bahnhöfen Austerlitz und Orsay

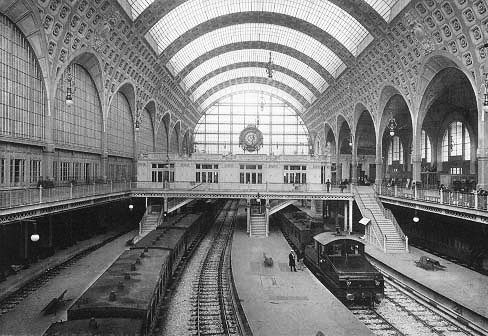
Gare d’Orsay mit seitlichen Stromschienen und Elektrolokomotive des Typs Boîte à sel (1900er Jahre)

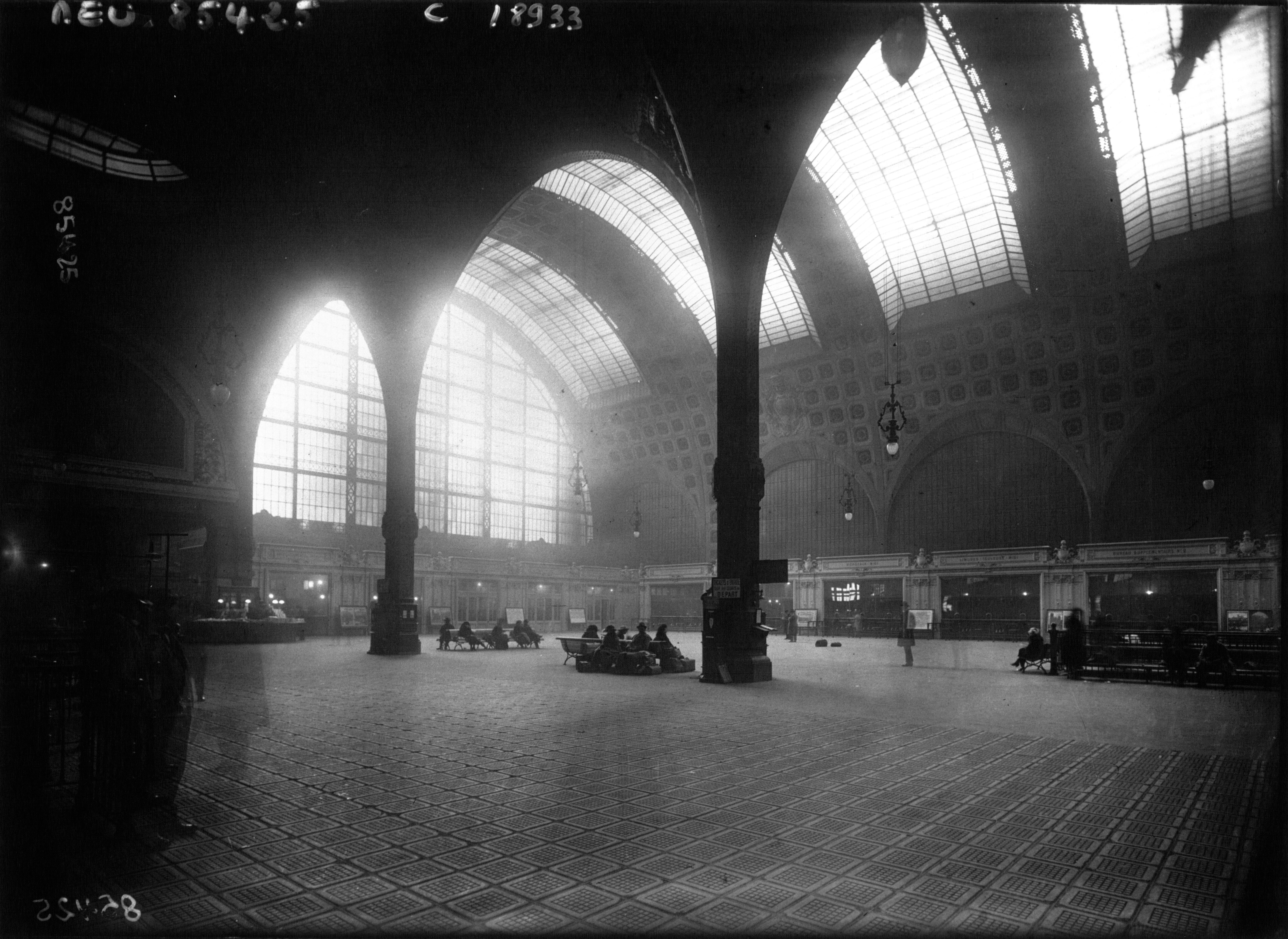
Schalterhalle über den Gleisen (1920)

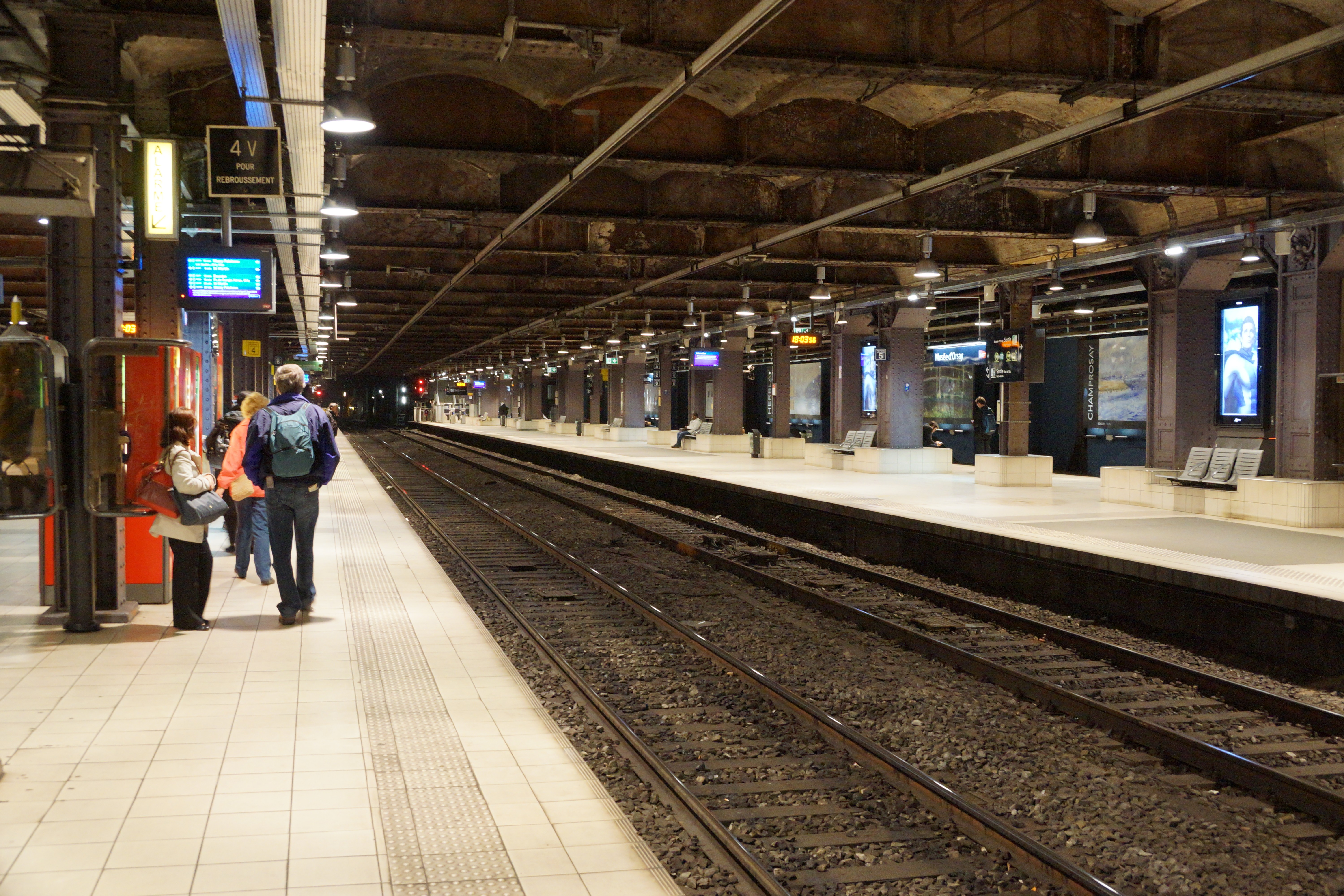
Durchgangsbahnhof Gare du Musée d’Orsay der RER-Linie C

Mit der Vorgabe, dass sich der Bahnhof in das elegante architektonische Umfeld eingliedern solle, beauftragte die PO die Architekten Émile Bénard, Lucien Magne und Victor Laloux mit entsprechenden Entwürfen. Laloux’ Entwurf wurde 1898 ausgewählt und in jenem Jahr mit den Bauarbeiten begonnen. Dank der neuartigen elektrischen Beleuchtung konnte auch nachts gearbeitet werden.
Am 28. Mai 1900, kurz nach dem Beginn der Weltausstellung jenes Jahres, konnte die neue Gare d’Orléans – die spätere Gare d’Orsay – am Quai d’Orsay eröffnet werden. Der Bahnhof lag am Ende einer rund 3,4 Kilometer langen, parallel zum Seineufer angelegten zweigleisigen Strecke.
Laloux baute das Empfangsgebäude im Stil der Beaux-Arts-Architektur mit großen Steinquadern aus der Charente und dem Poitou, mit reich verzierten Fassaden, die die Metallstrukturen verbargen. Hohe Statuen sollten an die Zielorte Bordeaux, Toulon und Nantes erinnern. Das Stahlgerüst errichtete die Compagnie de Fives-Lille, 12.000 Tonnen Metall wurden verbaut. In die West- und Südflügel wurde das Hotel Palais d’Orsay mit 370 Betten integriert, das bis 1973 existierte. Der gesamte Komplex ist 173 Meter lang und durchschnittlich 75 Meter breit. Die 40 Meter hohe, 138 Meter lange und 32 Meter breite Bahnhofshalle wurde aus Stahl und Glas errichtet. Sie überspannte 6 der insgesamt 18 Gleise, die anderen wurden beiderseits unterhalb des Straßenniveaus angelegt. Über einem Teil der Gleise der Haupthalle entstand später eine große Schalterhalle mit Warteräumen, Buffet, Bars und Toiletten. Da kein Betrieb mit Dampflokomotiven zu erwarten war, wurde das Innere des Gebäudes in hellen Farben und Verzierungen konzipiert.
Die moderne Ausstattung des Bahnhofs umfasste unter anderem elektrische Gepäckaufzüge und Fahrsteige. Um die Innenstadt vom Qualm der Dampflokomotiven zu verschonen, wurde die neue Strecke mit Stromschienen versehen, und die Züge wurden mit Elektrolokomotiven des Typs „Boîte à sel“ bespannt. Der Wechsel der Lokomotiven erfolgte jeweils in der Gare d’Austerlitz. Das System war an der Baltimore Belt Line der Baltimore and Ohio Railroad orientiert; ausgeführt wurde es von der Compagnie Francaise Thomson-Houston, die zur US-amerikanischen General Electric Company (GE) gehörte. Die elektrischen Lokomotiven entstanden bei GE mit Drehgestellen von ALCo.
Nach der Umstellung des Stromsystems auf Oberleitung und 1500 V Gleichspannung wurden Mitte der 1920er Jahre alle Lokomotiven der Baureihe E abgestellt. Fortan konnten reguläre elektrische Lokomotiven die Fernzüge direkt bis in den Bahnhof bringen. Mit der zunehmenden Leistung dieser Maschinen wurden die Züge jedoch länger als die Bahnsteige der Gare d’Orsay und endeten deshalb vermehrt wieder in der Gare d’Austerlitz. Da das Umfeld der Gare d’Orsay keine Bahnsteigverlängerungen zuließ, wurde verlor diese am 2. November 1939 auch den verbliebenen Fernverkehr – lediglich die Züge des Nahverkehrs verblieben.
Im Zweiten Weltkrieg wurde der Bahnhof als Abfertigungszentrum für Pakete an Kriegsgefangene genutzt, 1945 diente er als Empfangsort für heimgekehrte französische Kriegsgefangene, KZ-Häftlinge und Zwangsarbeiter. Charles de Gaulle nutzte am 19. Mai 1958 den Ballsaal des Hotels für eine Pressekonferenz, auf der er seine Rückkehr in die französische Politik verkündete. Der leere Bahnhof war später Drehort für Filme, so 1962 für Orson Welles’ Der Prozeß und 1970 für Bernardo Bertoluccis Der große Irrtum; er wurde als Auktionshaus und von 1972 bis 1981 als Theater (Théâtre d’Orsay) genutzt.
Architekten wie Le Corbusier und Guillaume Gillet plädierten während der Regierungszeit de Gaulles für einen Abriss des Gebäudes, das dank seiner Nutzung als Theater überlebte. 1978 wurde es für 80 Millionen Franc vom Staat erworben und unter Denkmalschutz gestellt. Im Zuge des Baus der Transversale Rive Gauche entstand an der Nordseite unter dem Quai Anatole France ein viergleisiger Durchgangsbahnhof (heute: Gare du Musée d’Orsay) für Vorortzüge. Am 26. September 1979 wurde der 841 m lange Lückenschluss eröffnet, seit 1980 verkehren Züge der Linie C des Schnellbahnnetzes Réseau express régional d’Île-de-France (RER). In den Hauptverkehrszeiten wird der Bahnhof von bis zu 24 Zügen pro Stunde und Richtung bedient.
Der Raum über den ehemaligen Fernbahngleisen nimmt seit 1986 das Kunstmuseum Musée d’Orsay auf.

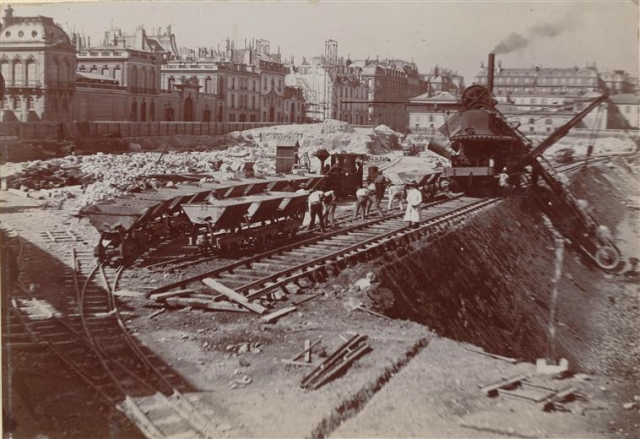
Erdarbeiten während des Baus
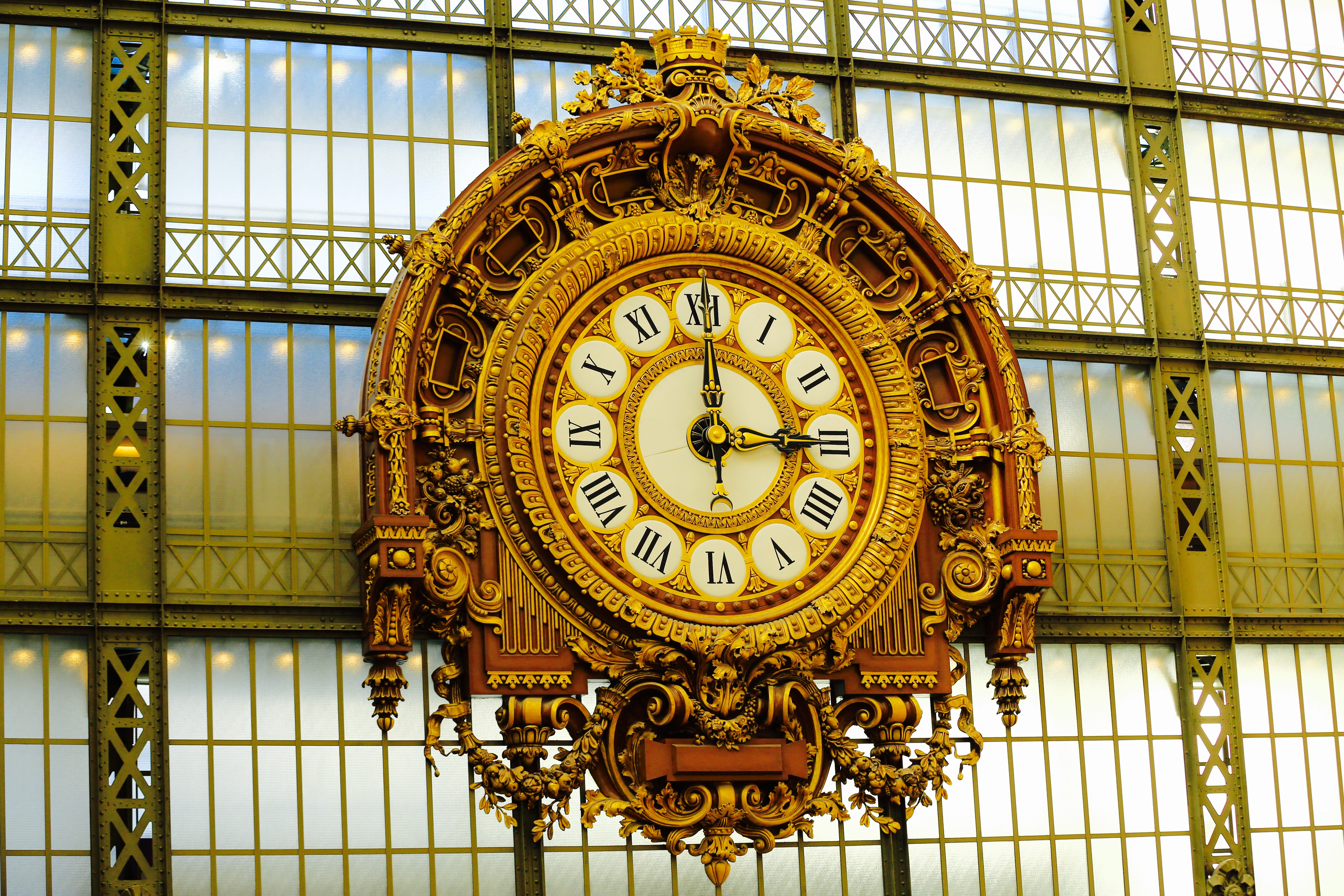
Restaurierte Uhr in der ehemaligen Bahnhofshalle
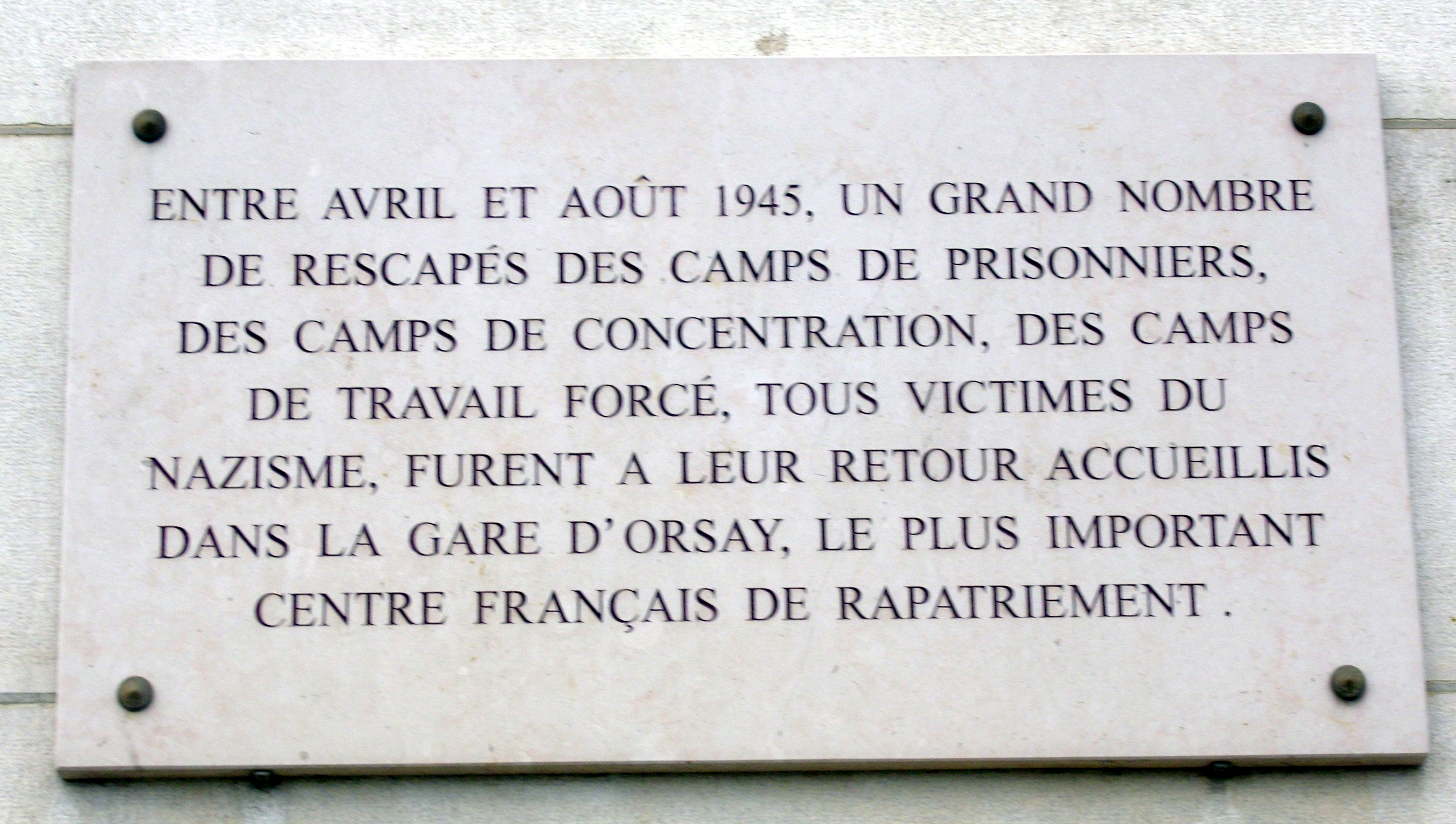
Gedenktafel für die Rückkehrer des Jahres 1945
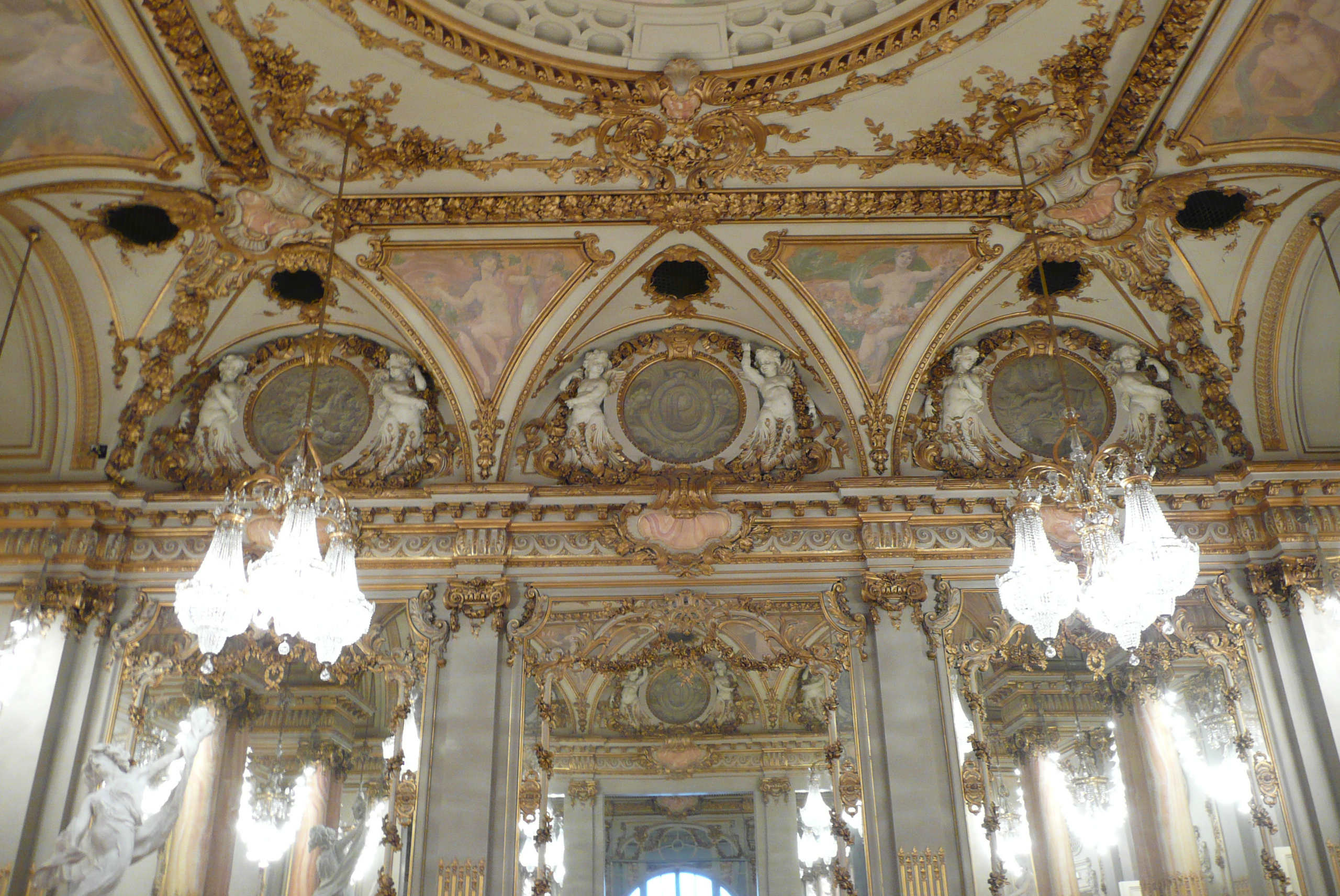
Ehemaliger Ballsaal des Hotels
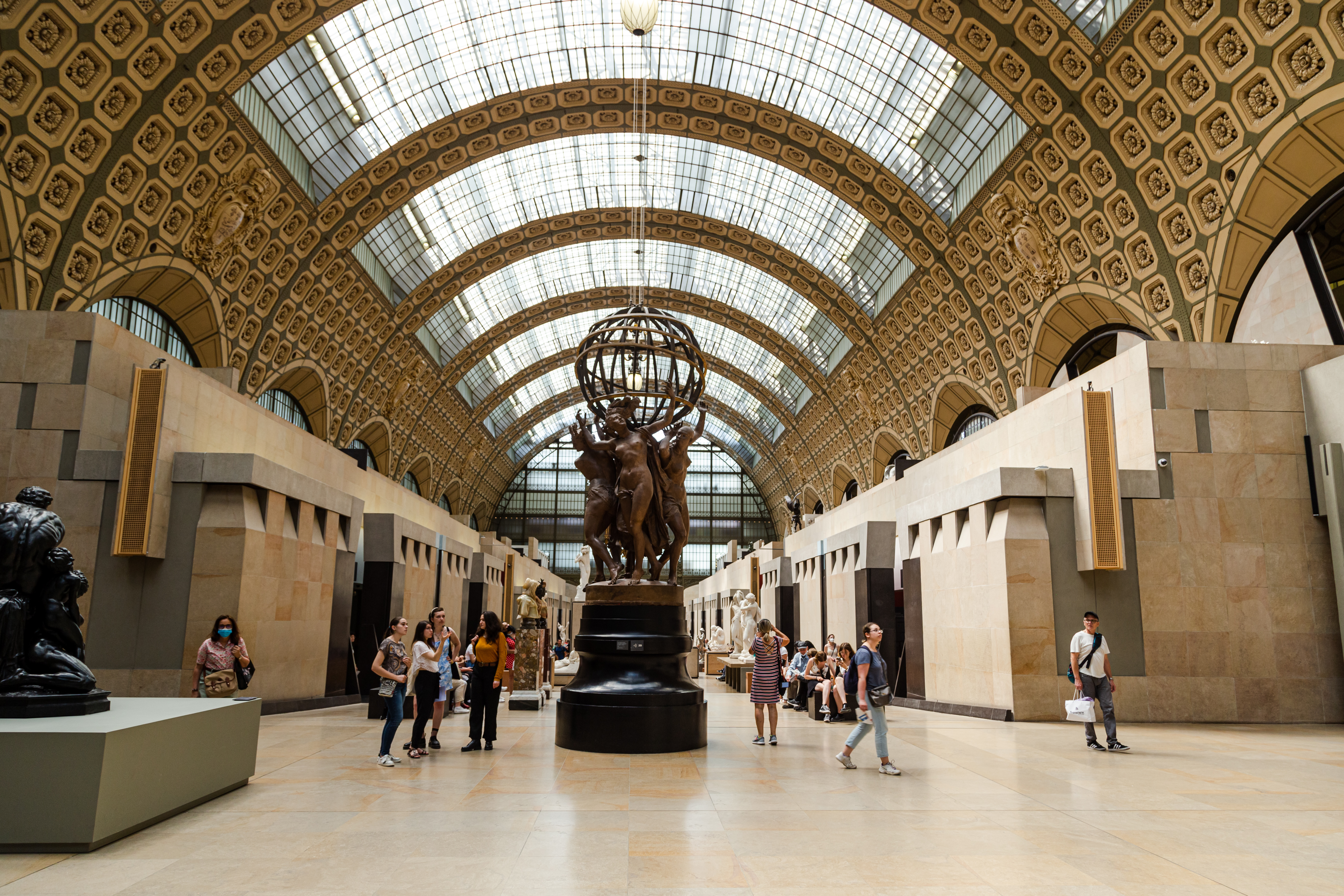
Haupthalle des Museums